# Kulloja
Kulloja (кор.근로자, рус. «Рабочий») — ежемесячный политический журнал, издаваемый в Пхеньяне (КНДР) с 25 октября 1946 года. Официальное теоретическое и политическое издание ЦК Трудовой партии Кореи.
Журнал печатает статьи, разъясняющие политику партии, а также документы и материалы ЦК ТПК. В нём  рассматриваются партийные, идеологические и организационные вопросы, проблемы строительства социализма в КНДР, положение в Южной Корее, а также важнейшие вопросы внешней политики, в том числе проблемы, связанные с мирным объединением Кореи.
В 1947–1948 годах главным редактором журнала был Пак Чхан Ок.